# Вирд Ал Јанковик
Алфред Метју „Вирд Ал” Јанковик (енгл. Alfred Matthew "Weird Al" Yankovic; Дауни, 23. октобар 1959) или „Чудни Ал” Јанковић, амерички је музичар, сатиричар, пародичар, хармоникаш и телевизијски продуцент југословенског, енглеског и италијанског порекла. Јанковик је посебно познат по својим хумористичким песмама, као и пародијама неких од познатих музичких хитова, које бацају ново светло на популарну културу.
Од времена када је примио своју прву лекцију свирања хармонике, дан пре свога седмог рођендана, па све до данас, он је продао више од 12 милиона албума и снимио више од 150 пародија и оригиналних песама. За свој рад, поред девет номинација награђен је и са три Греми награде, као и три златне и пет платинастих плоча у Сједињеним државама. Јанковиков први „Топ 10” Билбордов албум (Straight Outta Lynwood) и сингл (White & Nerdy) су оба објављена 2006. године, обележавајући тако скоро три деценије његове каријере.
Осим снимања албума, Јанковик је написао сценарио и глумио у своме сопственом филму УХФ (UHF), наступао у телевизијском шоу програму „Откачени Ал”, режирао је музичке видео-спотове за себе лично као и за друге уметнике, укључујући Бена Фолдса (Ben Folds) и групу Хенсон (Hanson), а појављивао се и гостовао и у бројним ТВ емисијама, као што су „Симпсонови” (The Simpsons) „Спикс енд спекс” (Spicks and Specks) „Џони Браво” (Johnny Bravo) „Иза музике” (Behind the Music) (Tim and Eric Awesome Show, Great Job!), и „Робот пиле” (Robot Chicken).

## Биографија

### Рани дани
Ал је рођен у Даунију, Калифорнија, као једино дете Ника Јанковика (енгл. Nick Yankovic), Американца словеначко-хрватског порекла и Мери Елизабет Вивалде (енгл. Mary Elizabeth Vivalda), Американке италијанско-енглеског порекла. Одрастао је у граду Линвуд, Калифорнија који се налази у близини његовог родног града. Његов отац Ник рођен је у Канзас Ситију у држави Канзас, а у Калифорнији је живео од завршетка Другог светског рата, током којег је био одликован орденом „Сребрна звезда”. Његов животни мото био је „Ради за своју егзистенцију што год те чини срећним” и често је свога сина Алфреда подсећао на ову своју животну филозофију. Ник се 1949. оженио Мери Вивалдом, која је у Калифорнију дошла из Кентакија. Сина јединца Алфреда су добили десет година касније.
Алфред је свој први час хармонике имао 22. октобра 1966, дан пре свога седмог рођендана. Трговачки путник који је пролазио кроз Линвуд понудио је Јанковиковим родитељима да бирају између часова хармонике и часова гитаре који су држани у локалној музичкој школи. Ал Јанковик тврди да је разлог зашто су се његови родитељи ипак одлучили за хармонику био тај „што су рачунали да ће тако бити још један хармоникаш Јанковик више на свету„, мислећи при томе на Френкија Јанковика, са којим нису били ни у каквом сродству. Он је наставио са лекцијама хармонике у музичкој школи током следеће три године, да би после тога продужио сам да се усавршава у свирању овог инструмента. У почетку највише се угледао на поменутог Френкија Јанковика као и Мирона Флорена (Myron Floren) (хармоникаша из Лоренс Велк шоа - The Lawrence Welk Show). У 1970. годинама, Јанковик је био велики фан Елтона Џона и тврди како му је његов албум Goodbye Yellow Brick Road послужио да научи да свира рокенрол на хармоници.
Непрестано је наново слушао овај албум и покушавао да га прати свирајући на свом омиљеном инструменту. Јанковик је уписан у дечји вртић годину дана раније од остале деце, и прескочио је други степен. „Моји другари из разреда изгледа да су мислили да сам ја нека врста ракетног инжињера (енгл. rocket scientist – или у дословном преводу ракетни научник), тако да сам стекао углед „лудака” веома рано,” изјавио је Ал у једном присећању. Пошто је своје неуобичајено школовање завршио две године раније од својих вршњака, Јанковик није имао интереса за велике друштвене догађаје у школи.
Он тврди да је имао све петице током своје средње школе и да је зато био почаствован тиме што је држао опроштајни говор пред својом средњошколском матурском класом. Јанковик је био прилично активан у ваннаставним активностима, укључујући „Националну форензичку лигу” (National Forensic League) у којој је обично освајао трофеје, затим комад заснован на „Бунтовнику без разлога” ("Rebel Without a Cause"), годишњи програм за који је написао већину наслова и „Вулкано Воршиперсов клуб„ ("Volcano Worshiper's Club"), у којем није радио апсолутно ништа, јер како каже, „Ми смо се уписали у клуб само да би нам се слика појавила у годишњем алманаху”.

### Физички изглед
"Класични" изглед "Вирд Ала" Јанковика (пре ласерске операције оба ока) је следећи: наочаре, бркови и кратка, коврџава коса. Он је ово користио од почетка 1979. до почетка 1998. године (пре ласерске операције оба ока и продужења косе је скинуо наочаре и обријао бркове), када је и добио "модерни" изглед без наочара, обријаног лица, са дугом, коврџавом косом. Он ће у складу са новим изгледом пуштати бркове и носити наочаре повремено. То ће бити људска фигура која ће мењати физички изглед једанпут на сваких 20 година.

## Дискографија
| Назив албума | Година производње |
| ------------ | ----------------- |
|              | 1983              |
|              | 1984              |
|              | 1985              |
|              | 1986              |
|              | 1988              |
|              | 1988              |
|              | 1989              |
|              | 1992              |
|              | 1993              |
|              | 1993              |
|              | 1994              |
|              | 1994              |
|              | 1995              |
|              | 1996              |
|              | 1999              |
|              | 2003              |
|              | 2006              |